# Inlandsklimat
Inlandsklimat, även kontinentalklimat eller fastlandsklimat, är klimatet i inre delarna av kontinenterna i tempererade zoner, till skillnad från kustklimat vid kusterna. Inlandsklimat karaktäriseras av stora skillnader i temperatur mellan dag och natt samt stora kontraster mellan årstider. Nederbördsmängder är också relativt små, särskilt i jämförelse med kusterna.
Inlandsklimat förekommer främst i delar av Nordamerikas, Europas och Asiens inland.